# David Añez Pedraza
David Añez Pedraza (Riberalta, 1931 — La Paz, 19 de outubro de 2010) foi um advogado e político boliviano.
Iniciou na política como integrante da Falange Socialista Boliviana, partido nacionalista de direita. Depois ajudou a fundar o Movimento para o Socialismo, partido que levou Evo Morales à presidência em 2005.
Pedraza exerceu ainda mandatos como senador e deputado.
Faleceu aos 79 anos de idade devido a complicações de um câncer de fígado.